# 関東鉄道つくば中央営業所
関東鉄道つくば中央営業所（かんとうてつどうつくばちゅうおうえいぎょうしょ）は、茨城県つくば市上横場にある関東鉄道のバス営業所。旧称は谷田部営業所（やたべえいぎょうしょ）、営業所略記もYaTabeのYTである。バス停留所名は谷田部車庫（やたべしゃこ）。

## 現行路線

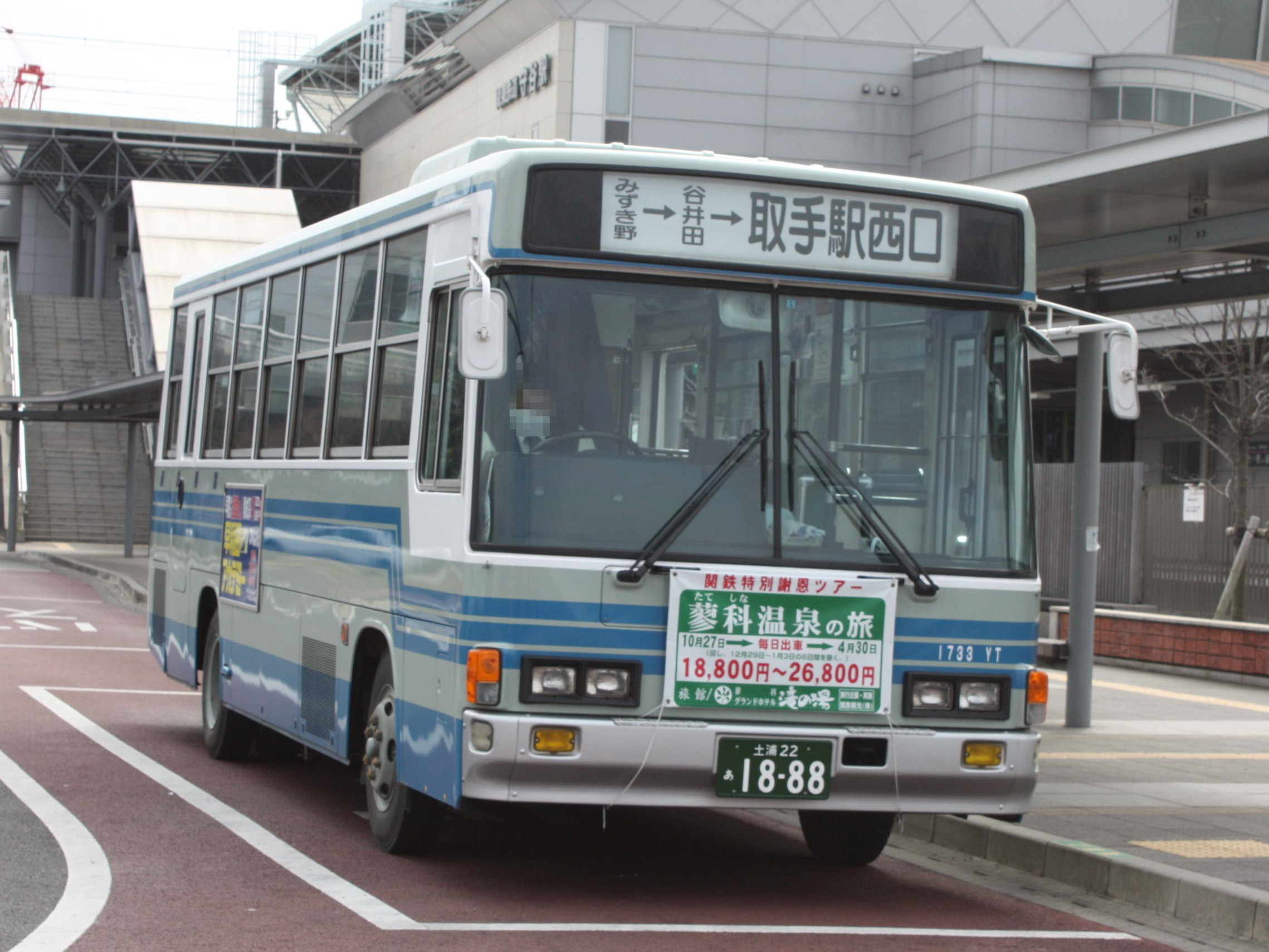
一般路線バス車両・1733YT（守谷駅東口停留所）

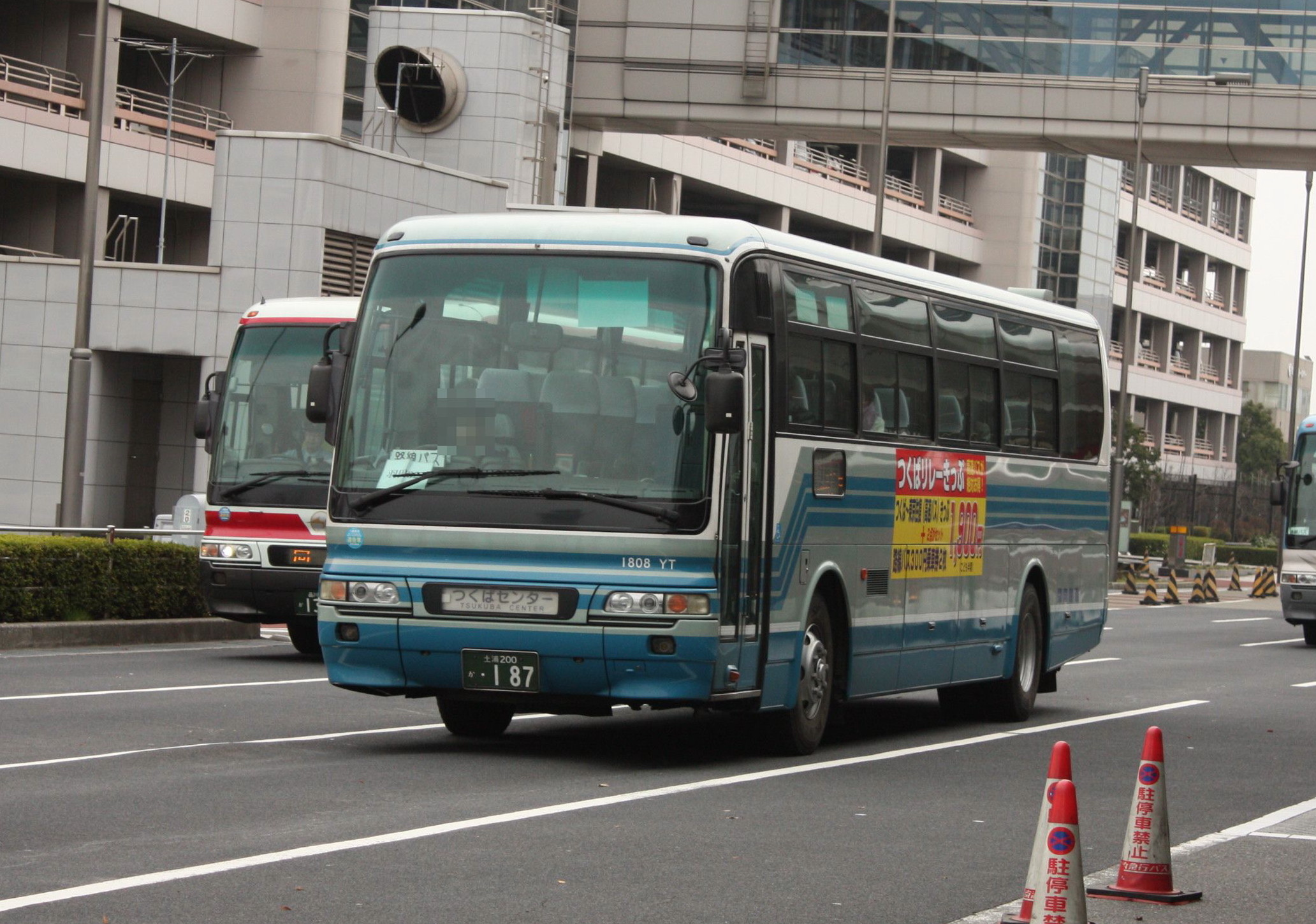
高速バス車両・1808YT（羽田空港）

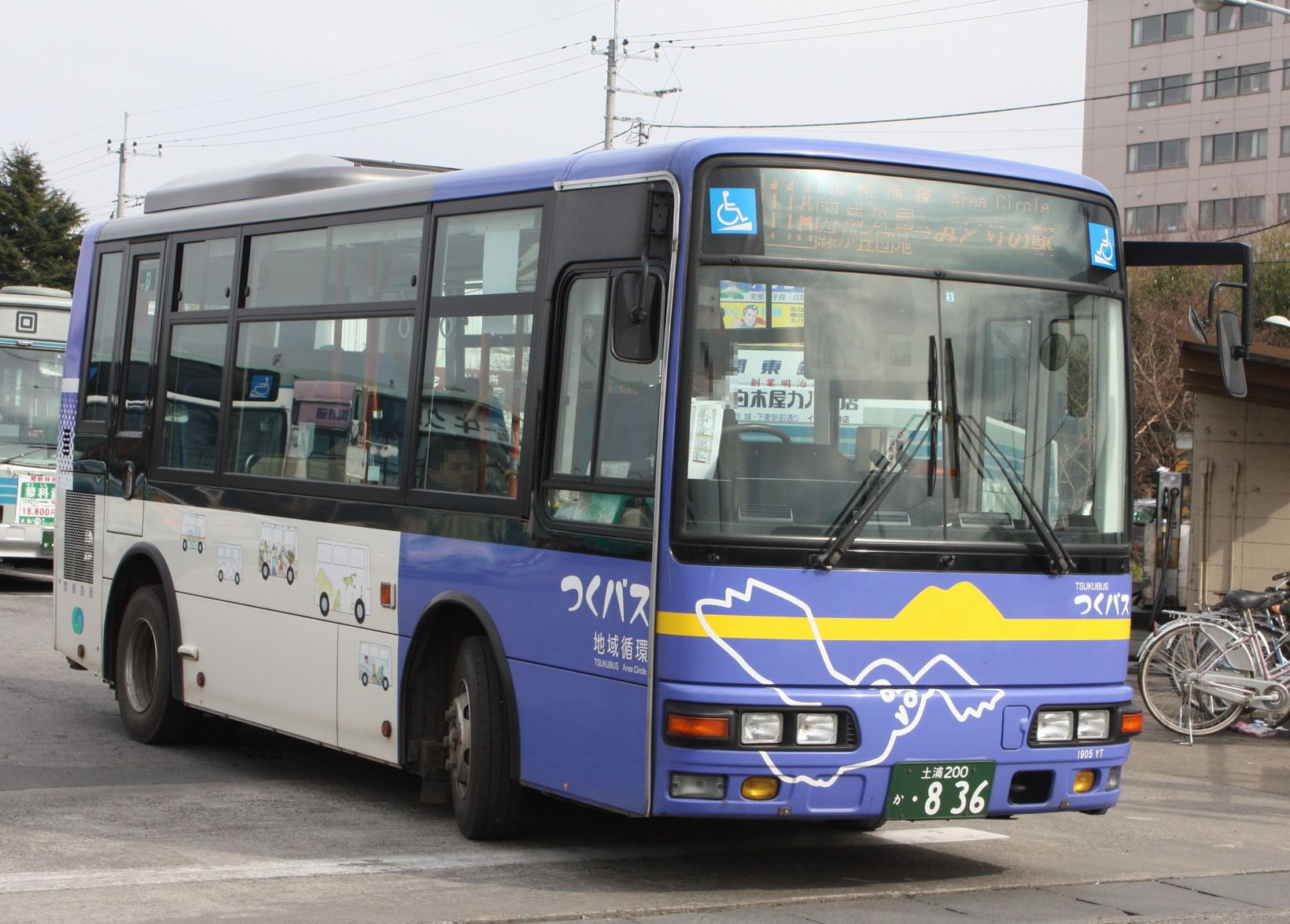
つくバス地域循環（谷田部車庫停留所）

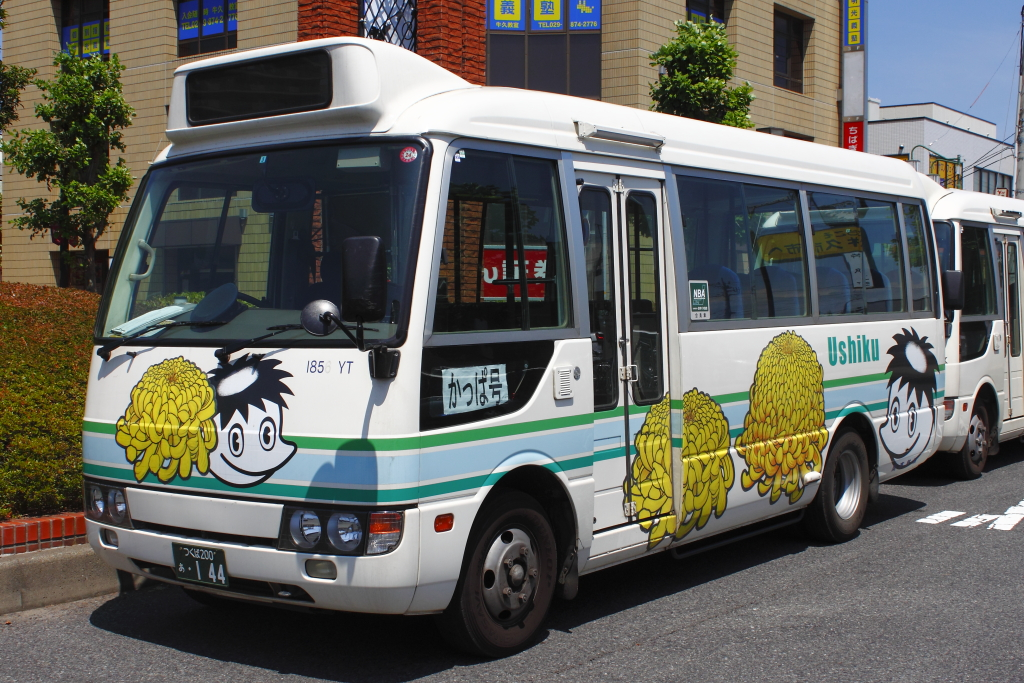
牛久市コミュニティバス「かっぱ号」（牛久駅東口停留所）

### 一般路線
つくば中央営業所管内の路線は、主に常磐線取手駅、牛久駅とつくば市、つくばみらい市内のつくばエクスプレス線各駅から郊外の住宅団地を結ぶ路線を中心に運行している。路線バスの営業エリアは主につくば市南西部、牛久市西部とつくばみらい市、守谷市、取手市の各一部である。

#### 取手駅発着
- 谷田部車庫 - つくば工科高校 - 筑波ゴルフ場 - 豊体 - 伊奈庁舎 - 伊奈高校前 - 山王新田 - 寺原 - 取手駅西口
  - かつては取手国際ゴルフ場行き、緑ヶ丘団地行きの支線系統も存在した。
- 谷田部車庫 - つくば工科高校 - みらい平駅 - 豊体 - 伊奈庁舎 - 伊奈高校前 - 山王新田 - 寺原 - 取手駅西口 
  - 1日3往復のみ。

#### 牛久駅発着
- 牛久駅 - 森の里 - 緑が丘団地
半数以上は森の里系統（団地内の回り方が異なる）
- 牛久駅 - 茎崎高校前
- 牛久駅 - 桜が丘団地 - みどりの駅
- 牛久駅 - 桜が丘団地
- [47]牛久駅 - 農林団地中央 - 谷田部車庫
- [42A]牛久駅 - 農林団地中央 - 谷田部車庫 - 生物研・大わしキャンパス - 手代木団地 - 小池[2] - つくばセンター - 筑波大学病院
- [4S]牛久駅 - 農林団地中央 - 谷田部車庫 - 生物研・大わしキャンパス
- 牛久駅 - 刈谷団地 - 三日月橋生涯学習センター 
  - かつては刈谷団地区間便も存在した。
- 牛久駅東口 - 緑ヶ丘 - みどり野中央 - 牛久駅東口 （みどり野循環）
- 牛久駅東口 - さくら台1丁目 - みどり野中央 - 牛久駅東口 （さくら台循環）
  - 茨城観光自動車からの引継路線。
- 牛久駅東口 - みどり野中央 - さくら台1丁目 - ニュータウン長山

#### つくばセンター発着

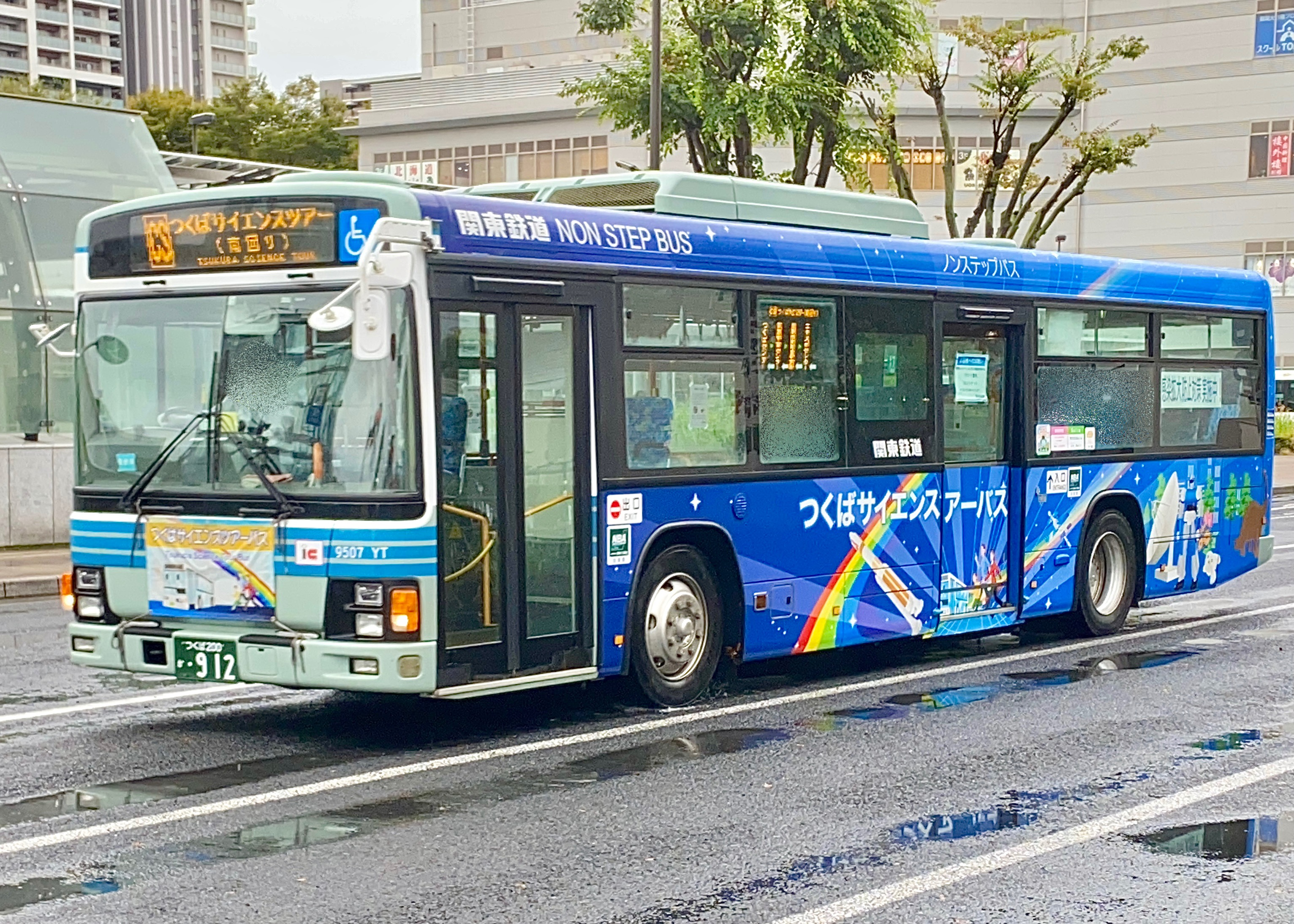
つくばサイエンスツアーバス

- [C15]つくばセンター - 小池[2] - 手代木団地 - 松代小学校 - つくばセンター （松代循環）
- [C16]つくばセンター - 小池[2] - 手代木団地
  - 「つくつくバス」路線を一般路線化。手代木団地区間便は[C16]。
- [CG]つくばセンター - つくば国際会議場 - 二の宮 - 茗溪学園 - 五十塚 - 学園大橋 - つくば国際会議場 - つくばセンター（学園南循環）
  - 2011年、つくバス路線から一般路線化
- [36]ひたち野うしく駅 - （直行） - つくばセンター - 建築研究所
- つくばセンター → （途中無停車） → 宮下児童公園南 → 松代五丁目東 → 手代木団地 → 松代 → 松代南 → 宮下児童公園南 → （途中無停車） → つくばセンター（松代南循環）[3][4]
  - 2022年（令和4年）10月より最長3年間の実証実験運行中。最終便は松代南止まり。
- [CS]つくばサイエンスツアーバス
  - つくばセンター - 国土地理院 - 筑波実験植物園 - つくばセンター（北回り）
  - つくばセンター - つくばエキスポセンター - 産業技術総合研究所 - 筑波宇宙センター - つくばセンター（南回り）
- つくばセンター - （途中無停車） - 研究学園駅 - （途中無停車） - グッドマン常総 - 道の駅常総
  - 2023年（令和5年）10月1日より運行開始。運行開始時点ではグッドマン常総は道の駅常総方面行き乗り場のみ設置。[5]
  - 2023年（令和5年）12月1日 グッドマン常総停留所につくばセンター方面行き乗り場を新設。[6]
  - 2025年（令和7年）4月1日：「グッドマン常総2」「つくば秀英高校」の2停留所を新設。[7]

#### みどりの駅方面
- みどりの駅 - 谷田部中央  - （農林団地中央） -  赤塚 - 五十塚 - 並木団地南 - 学園並木 - 常総学院入口 - 天川団地入口 - 土浦橋 - 千束町 - 土浦一中前 - 亀城公園前 - 川口町 - 土浦駅
  - 水海道営業所より移管。平日日中は農林団地中央経由。
- 藤代駅 → 藤代紫水高校 → 自由ヶ丘団地 → 緑が丘団地入口 → みどりの駅
- 藤代駅 - 藤代紫水高校 - 自由ヶ丘団地
  - 自由ヶ丘団地 - みどりの駅間は、藤代駅発平日片道1便のみ。他は藤代駅〜紫水高校・自由ヶ丘団地区間便。2021年12月改正までは自由ヶ丘団地〜みどりの駅間はみどりの駅→藤代駅方向が土休日に片道1便のみの運行だった。また、同改正より全便平日のみの運行となる。[8]

### 高速バス
- 筑波大学・つくばセンター⇔東京駅 （つくば号・ミッドナイトつくば号）：JRバス関東との共同運行
- つくばセンター⇔羽田空港
  - 以前は京浜急行バスと共同運行だった。
- つくばセンター⇔茨城空港
- 谷田部車庫・研究学園駅⇔バスタ新宿 ：常南交通との共同運行
  - 2024年10月1日 - 新規開業。関東鉄道単独運行、1日2往復[9]。
  - 2024年12月10日 - 常南交通便運行開始。1日4往復に増便[10]。

### 深夜急行バス
- 守谷駅東口 → みらい平駅 → 高波 → みどりの駅 → 万博記念公園駅 → 研究学園駅 → つくばセンター

### コミュニティバスの受託運行
- つくバス（つくば市）
  - 南部シャトル
  - 上郷シャトル
  - 谷田部シャトル
  - 西部シャトル
- 牛久市コミュニティバス
  - 通勤ライナー 上柏田・むつみルート
  - 通勤ライナー さくら台・みどり野ルート
  - つつじヶ丘ルート
  - みどり野ルート
  - 小坂団地ルート
  - 運動公園ルート
  - 刈谷／刈谷城中ルート
- JOY BUS（常総市）
  - 玉・豊田ルート
  - 三妻・五箇ルート
  - 岡田・飯沼ルート
  - 北部通勤通学ライナー

### その他
スクールバスとして江戸川学園取手中学校・高等学校、また県内企業の特定輸送も担当している。

## 廃止路線

### 谷田部関係
- 荒川沖駅 - 乙戸 - 赤塚 - 谷田部中央 - 要害住宅 - 島名 - 高野：2001年（平成13年）7月16日廃止
2022年（令和4年）3月25日、この区間の一部が復活する形で荒川沖駅 - イオンモールつくば路線が設定されたが、これは他の荒川沖駅発着便とともに土浦営業所の担当となっている。なお、上記路線の廃止に伴い廃停留所となった乙戸停留所と同名の乙戸停留所が新設されたが、新停留所は旧乙戸停留所より約300m程荒川沖駅寄りとなる。
- 谷田部車庫 - 高岡 - 福原 - 山王新田 - 寺原 - 取手駅西口：2003年（平成15年）3月16日廃止
- 谷田部四ツ角 - 柳橋 - 西平塚入口 - 筑波大学西 - 常陸大曽根 - 北条 - 筑波駅：2003年（平成15年）10月1日廃止。
学園地区はほとんど通らず、郊外の集落を中心に運行した路線。1990年代後半から長らく休日のみ筑波駅発片道1本のみ運行されていたが、最末期の半年は休日のみ谷田部四つ角発片道1本の運行だった。
- 水海道駅 - 福岡寺前 - 福岡 - 逆川 - みどりの駅 - 谷田部四ツ角 - 谷田部中央 - （農林団地中央） - 榎戸 - 赤塚 - 気象台 - 五十塚 - 並木団地南 - 学園並木 - 常総学院入口 - 天川団地入口 - 土浦橋 - 千束町 - 土浦一中前 - 亀城公園前 - 川口町 - 土浦駅
  - 2024年3月末をもってみどりの駅～水海道駅間を廃止[11]。2024年4月からみどりの駅～水海道駅間はつくばみらい市のコミュニティバス『みらい号』に移管されて運行。
- [80]みどりの駅 - 農林団地中央 - みどりの駅 （農林団地循環）
  - 2023年12月20日廃止。[12]

### つくばセンター関係
- つくばセンター - 手代木団地 - つくば市役所
つくば市役所停留所は現在でいう谷田部窓口センター停留所とほぼ同位置
- [N1][N2]二の宮団地 - つくば国際会議場 - つくばセンター - 吾妻三丁目 - 筑波大学病院 （つくばシャトル）：2003年12月1日廃止。
1994年（平成6年）開業し、専用車も導入された
- [21]荒川沖駅 - 並木団地南 - 洞峰公園 - 手代木団地 - つくばセンター：2007年（平成19年）4月1日廃止
最末期は全便が[23]手代木団地止まり。
- [50]谷田部車庫 - つくばセンター - 筑波大学中央
- [51]つくばセンター - 谷田部車庫
- [70]つくばセンター - 研究学園駅 - 東光台研究団地 - 豊里中学校前 - 東光台研究団地 - 研究学園駅 - つくばセンター （テクノパーク豊里循環）：2011年（平成23年）4月1日廃止
- [71]つくばセンター - 研究学園駅 - 東光台研究団地 - 研究学園駅 - つくばセンター （東光台循環）：2011年（平成23年）4月1日廃止
- [40]牛久駅 - 谷田部車庫 - 学園並木 - つくばセンター - 筑波大学中央
- [41]牛久駅 - 谷田部車庫 - 学園並木 - つくばセンター
- [52]谷田部車庫 - 手代木団地 - つくばセンター - 筑波大学病院

### その他
- 守谷駅東口 - 豊体 - 不動尊前 - 緑が丘団地：2009年（平成21年）4月1日廃止
- 牛久駅東口 - みどり野団地 - 六建団地：2004年（平成16年）4月1日廃止
- 牛久駅東口 - みどり野団地 - 福祉センター：2004年4月1日廃止
- 牛久駅 - 桜が丘団地 - 要害住宅[13]：2005年8月廃止。
- [37]ひたち野うしく駅 - 谷田部車庫
- 荒川沖駅 - 乙戸 - 赤塚 - 谷田部車庫：2007年4月1日廃止。
廃止直前は乙戸から荒川沖駅への片道1便のみ
- 牛久駅東口 - 栄町一丁目 - ひたち野うしく駅：2013年（平成25年）4月1日廃止
茨城観光自動車廃業時に関東鉄道へ譲受された路線。廃止直前は平日の朝1往復のみ。
- 牛久駅東口 - 栄町一丁目 - 牛久市役所 - 牛久駅東口 （栄町循環）
- 守谷駅東口 - パークシティ守谷 - けやき通り中央 - 取手駅西口（→守谷営業所に移管）
- 境町高速バスターミナル - 王子駅 - 東京駅（境 - 東京線）：JRバス関東との共同運行(→2025年2月1日守谷営業所に移管)

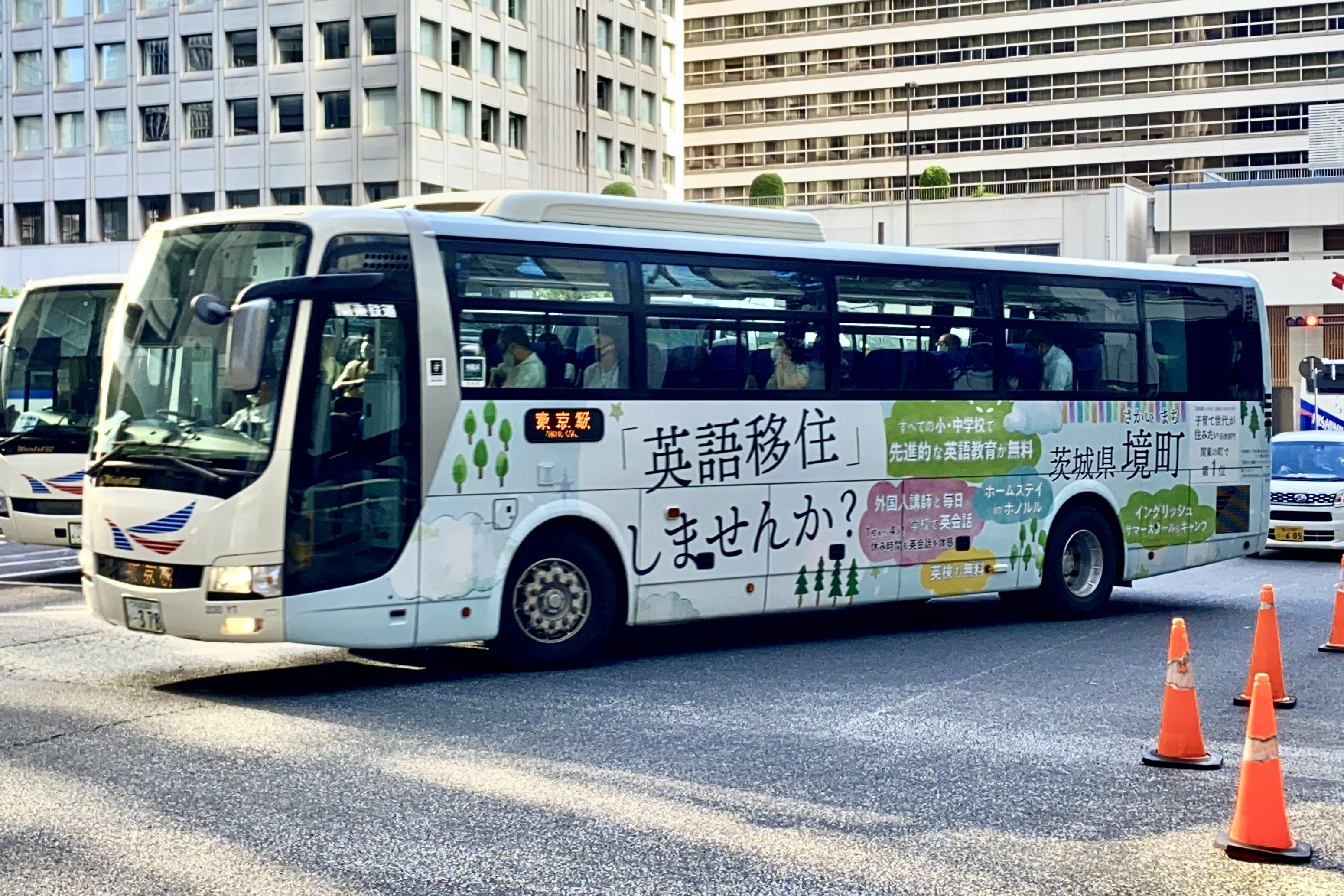
境-東京駅線専用車(2030YT)

## 車両

### 一般路線
大型車、中型車、小型車ともに在籍し、国内4メーカーすべての車両が配置されている。
大型車は、かつては1985年の国際科学技術博覧会開催時に自社発注で大量導入された車両のうち、川重車体製のいすゞ・キュービックLVが多く在籍していたが、現在は全て廃車された。
移籍車は、かつては元京阪バスの日野RC、元川崎鶴見臨港バスのいすゞCJM、元横浜市営バスの三菱MP、元西武バスのUD･U33系が在籍していた。その後は京成バスおよび京成グループからの車両が中心で、IKボディのいすゞ・キュービックLVが最も多く、その他、富士重7EボディのいすゞLV、日野・ブルーリボンHTも在籍する。また移籍車にはワンステップバスも配置されている。
京成グループ以外では、元東急バスのいすゞ・エルガノンステップも在籍している。そのうち元東急バスのエルガ（9375YT）は、東急バス時代のカラーリングのまま、つくばサイエンスツアーバスのラッピングが施されており、つくばサイエンスツアーバス運行時は、優先して運用されていたが、2019年（令和元年）夏に廃車された。後継車輌として、京成バスからのエルガ（9507YT）が同年夏よりつくばサイエンスツアーバスのラッピングが施されている。
1923YTは、深夜急行バス運行開始時につくば北営業所から転属してきた「筑波山シャトル」の元専用車で、メトロ窓・2人掛けシート主体のいすゞ・エルガ郊外路線仕様で、1842YTが2012年に水海道に転出してから、2143YTが新製配置されるまでは唯一の自社発注大型車であった。後に新車代替で2019年（平成31年）春に水戸営業所へ転出した。
2017年3月には、つくば中央営業所では初となるいすゞ・エルガハイブリッドノンステップバスが2143YTとして新製配置された。
大型路線車は、一般路線の他、スクールバスや企業輸送などの契約輸送にも使用され、上述の専用車も運用がない時は、他の大型車と共通に運用されている。
中型車は自社発注車が中心で、他社からの移籍車は元西武バスの日産ディーゼル・RMが1台のみが在籍していたが、2015年秋にいすゞ・エルガミオノンステ配置の代替で水戸営業所へ移籍した。
いすゞ・エルガミオ、日野・レインボーII、三菱ふそう・エアロミディの、ノンステップ、ワンステップ車が多くを占め、かつて当営業所に多数在籍していたいすゞLRは2014年現在、残り2台となっている。
小型車は、松代循環専用車に使われる自社発注車と東京ベイシティ交通からの日野・ポンチョが2台の他、コミュニティバス予備車兼用の三菱ふそう・エアロミディMEが配置されている。
2024年（令和6年）2月19日より、大型EVバスとして、BYD製「K8」を1台導入。なお、同会社の水戸、土浦営業所でも1台ずつ導入しているが、 各営業所でデザインが異なる。

### コミュニティバス
つくバス用として、三菱ふそう・エアロミディME、日野・ポンチョと、比較的利用客の多い、南部シャトル用として、いすゞ・エルガミオが専用車として配置されている。
牛久市コミュニティバス「かっぱ号」用としては、日野・ポンチョがそれぞれ配置されている。そのうち2台は『ラブライブ! スーパースター!!』のラッピングで運用されている。

### 高速路線
かつては日野以外の3メーカーの車両が在籍していたが、置換や減便による配置両数減少により、三菱ふそう、いすゞ車のみ配置されている。
一般路線カラーの三菱ふそう・ニューエアロバスが最も多く、その他、いすゞ・ガーラ、三菱ふそう・エアロエースも在籍する。近年導入の車両は京成グループカラーで導入されている。高速車はすべてトイレ付。
2005年10月まではJRバス関東からのリースでネオプラン・メガライナーも在籍していたが、「つくば号」の減便に伴い返却されている。

### その他
2021年、守谷・土浦各営業所より同社初導入のノンステップバスバスが2台(1809YT・1810TC)が転入し、現在はスクールバス、企業送迎バスとして運用されている。

## 営業所周辺
谷田部市街地からは東へ約1キロ。上横場地区の美谷集落に隣接、周囲には病院、ショッピングセンター、幹線道路があり、筑波研究学園都市の筑波農林研究団地南部の北隣に位置する。
旧体制下の『谷田部海軍航空隊』飛行場の一部であり、近くの常磐自動車道に架かる陸橋は『飛行場橋』となっている。「中央」と称するが、学園都市中心部とは離れている。
- 筑波学園病院
- 筑波学園病院前バス停留所
当停留所を経由しない土浦駅行きなどが停車
- 谷田部ショッピングセンター（SC）
  - カワチ谷田部店
  - ヨークベニマル谷田部店
- セブンイレブンつくば上横場店

## バス停留所
車庫南側（南行）及び車庫向かい側（北行）の2か所に乗降場がある。高速バス「ニューつくばね号」（1991 - 2006年）に限り、「谷田部営業所」停留所と称していた。
営業所の窓口前には屋根・ベンチや清涼飲料水の自動販売機があるが、ここに乗り場標識は無く、南行は出庫する牛久方面にあわせて1か所となっている。終着便は車庫内で降車となる。
北行乗降場は谷田部SC開業に合わせて、乗降場の部分のみ歩道が新設されている。南行乗降場前の車庫内には駐輪場が設置されている。
- 車庫南側
  - 農林団地中央方面行き
- 車庫向かい側
  - みどりの駅・つくばセンター・取手駅方面行き